# Charles Tannock
Timothy Charles Ayrton Tannock (Aldershot, 25 settembre 1957) è un politico britannico, membro del Partito Conservatore e europarlamentare dal 1999 al 2019.

## Biografia
Negli anni 1976-1980 studiò al Balliol College di Oxford. Nel 1983 ha conseguito una laurea in medicina presso la facoltà di medicina del Middlesex Hospital presso l'University College di Londra. Nello stesso anno, ha conseguito un master presso l'Università di Oxford. Nel 1988 è diventato membro del Royal College of Psychiatry. Negli anni 1995-1999 è stato consulente nel campo della psichiatria e docente onorario senior presso il Clinical Hospital and Medical Academy di Londra.
Dal 1998 al 2000 è stato consigliere comunale di Kensington e Chelsea. Nel 1999 è stato eletto per la prima volta al Parlamento europeo. Nel 2004, 2009 e 2014 si ricandida e viene rieletto.
È autore di pubblicazioni nel campo della psichiatria. Nel 2000 gli fu assegnato l'onorificenza di Commendatore dell'Ordine dei Santi Maurizio e Lazzaro della dinastia italiana di Casa Savoia. Nello stesso anno divenne cittadino onorario di Londra e nel 2006 divenne Cavaliere dell'Ordine al merito dell'Ucraina.